# H8系列

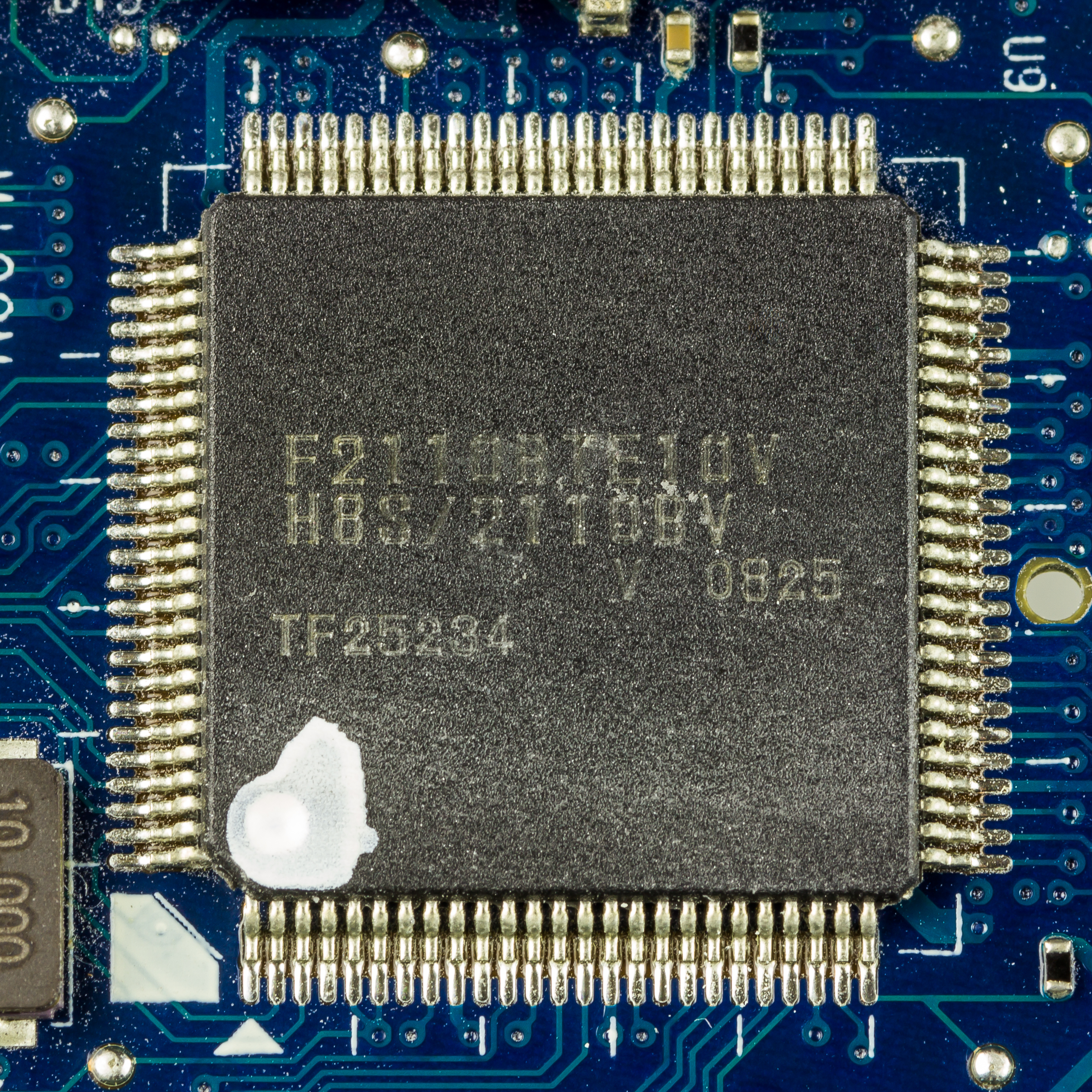
Renesas H8S-2110BV

H8系列是由瑞萨科技公司开发的8位和16位微控制器系列的名称。该系列在90年代初起源于的日立半导体公司，目前仍在蓬勃发展。 
H8包括H8/300, H8/300H, H8/500, H8S 和 H8SX等子系列，每个子系列均由多款微控制器组成，它们在速度、部件配置、集成外设（如计时器，串口通信）和存储设备（如ROM，Flash，RAM）等方面各有不同。片上的ROM和Flash一般在16KB到1024KB，而RAM在512B到512KB之间。

H8的基本架构模仿了迪吉多公司的PDP-11。它拥有8组16位的寄存器（H8/300H系列和H8S系列另有8组16位寄存器）和多种取址模式.H8/300H系列和H8S系列拥有8组32位寄存器，每组寄存器可以被用作1个32位寄存器或2个16位寄存器--其中一个16位寄存器还可以用作2个8位寄存器。许多公司为H8系列微处理器开发了编译器，也有完整的GNU移植，包括指令集仿真器。市场上也有不少相对应的硬件仿真器。
在数码照相机、打印机控制器、智能卡和许多汽车子系统中都能发现H8S系列微控制器的身影。另外，Lego Mindstorms高级机器人玩具／教育工具中也运用了H8架构的处理器（H8/300）。